# Liga Española de Foot-ball
La Liga Española de Foot-ball fue un primer intento de organizar un campeonato de liga en España en la temporada 1927-28. Sin embargo, desde su nacimiento surgieron numerosas discrepancias en su organización y en los equipos a participar, motivo por lo que se desdobló en dos competiciones —sin llegar a concluir ninguna—, denominadas como el Torneo de Campeones y la Liga Profesional de Clubs de Foot-ball o Liga Máxima. En el momento de dejar de disputarse, sus primeros clasificados fueron respectivamente el Fútbol Club Barcelona y el Real Racing Club de Santander.
La primera estaba formada por los denominados clubes «maximalistas» o más influyentes que habían sido vencedores del Campeonato de España, y la segunda, la de los «minimalistas», conformada por el resto de clubes que abogaban por una competición libre a nivel nacional profesionalizada. Sin embargo, con el devenir de las mismas, dichas acepciones se revirtieron entre ellas refiriéndose los reportes y crónicas a los «maximalistas» como los que conformaban la Liga Máxima, de mayor número de participantes, y los «minimalistas» los del Torneo de Campeones.
Fue ideada para su disputa entre septiembre de 1927 y julio de 1928 como un torneo de liga a disputar entre 16 clubes: ocho que se habían reunido a tal efecto para el nacimiento de la competición y siendo conocidos como los de la Liga Profesional, los seis campeones de España que conformaban la Unión de Clubes de Foot-Ball —que decidieron no participar y conformar el Torneo de Campeones—, además de dos incluidos a última hora, el Real Club Deportivo Español mediante invitación y el Club Atlético Osasuna que entró tras la creación de la Federación Navarra de Fútbol. Abogando por una igualdad inicial entre todos los clubes, ante la que los campeones españoles no estuvieron de acuerdo, quedaron los clubes desdoblados en dos competiciones, postergando el nacimiento común y consensuado de un campeonato. Pese a ello, mientras, las dos competiciones arrancaron aunque sin llegar a concluir. Fueron los antecedentes del Campeonato Nacional de Liga de la temporada siguiente.

## Origen

### División en dos campeonatos
Hasta el año 1927 los clubes de fútbol españoles tan solo disputaban los correspondientes campeonatos regionales y el Campeonato de España como competiciones oficiales, además de otros torneos locales o encuentros amistosos. Ante la incipiente profesionalización del foot-ball en España, los clubes veían cada vez menos rentable para sus intereses estos sistemas y para poder sufragar los cada vez más costosos fichajes y gastos de cada sociedad se empezó a discutir la posibilidad de crear un torneo liguero profesional a nivel nacional que fuese más competitivo y rentable que los campeonatos existentes. En definitiva, se buscaba una mayor atracción de público y por lo tanto que dejase mayores beneficios para los clubes.
El primer gran cambio al respecto empezó a fraguarse en 1926 cuando, tras un largo proceso de debate, los clubes aprobaron el Reglamento del Fútbol Profesional español. Siguiendo el modelo británico se dio así el primer paso hacia el profesionalismo, sentando las bases para el nacimiento de un campeonato que así lo atestiguase.
Cuando finalmente se decidió la creación de este torneo liguero, la discusión se centró en el número de participantes. Había dos posturas: la de los clubs que querían una liga formada exclusivamente por los equipos que alguna vez ganaron el Campeonato de España y la de los que pretendían que la liga se abriese a más equipos. Tras muchas discusiones, y ante la falta de acuerdo, finalmente se disputaron dos torneos paralelos:
- El de los «maximalistas» estaba formado por los equipos distinguidos del Campeonato de España, o sus herederos. Los cinco campeones incluyeron en primera instancia a la Real Sociedad merced al título del Club Ciclista, al Athletic de Madrid al ser entonces una sucursal del Athletic Club de Bilbao, y al o Español; después se excluyó a los dos últimos al no considerarles vencedores a efecto.[9]
- El de los «minimalistas» estaba formado por los equipos que no habían logrado ninguna hazaña copera. Fueron en primera instancia cinco equipos,[10][n 1] más los excluidos por los campeones, el Español y el Athletic de Madrid.

Las discrepancias para integrar el que ya era denominado «torneo de los seis», o Torneo de Campeones hicieron que se les tildase de «antiliguistas» pese a que sí quisieran un campeonato común pero acorde a unas distinciones, que se resolvieron el año siguiente con la creación de dos divisiones. Los siete clubes restantes iniciaron las gestiones para la que se llamó Liga Máxima o Profesional al tener un mayor número de integrantes y al permitir la inclusión a cada uno de los campeones regionales, más a la postre el Osasuna, único representante de la federación navarra. Así, impulsaron a nivel federativo una reunión celebrada el 20 de septiembre de 1927 con los siguientes representantes:
- la Federación de Galicia en representación del Real Club Celta, de Vigo, y el Real Club Deportivo de La Coruña;
- la Federación de Asturias por el Real Sporting y el Unión Deportivo Racing, ambos de Gijón;
- la Federación de Cantabria por el Real Santander Racing Club y el Montaña Sport;
- la Federación de Valencia por el Valencia Foot-Ball Club, el Athletic Saguntino y el Club Deportivo Castellón;
- la Federación de Murcia por el Real Murcia Foot-Ball Club, el Cartagena Foot-Ball Club y el River Thader de Murcia;
- la Federación del Centro por el Athletic de Madrid y el Unión Sporting Club de Madrid;
- la Federación de Castilla y León por el Club Deportivo Español de Valladolid;
- la Federación de Aragón por el Iberia Sport Club de Zaragoza; y
- la Federación de Andalucía por el Sevilla Foot-Ball Club, el Real Betis Balompié, el Málaga Foot-Ball Club y el Foot-Ball Club Malagueño.

Ya conformado el primer grupo del Torneo de Campeones, se dilucidó el grupo de la Liga Profesional, no sin intentar la unión final del máximo número de clubes, del que resultaron nueve equipos para su comienzo —se añadieron después otros dos—, reflejados ambos a continuación:
Indicados nombres y banderas según la época.
| Torneo de Campeones Vencedores del Campeonato de España | Liga Profesional o Máxima Vencedores de los campeonatos regionales |
| Athletic Club                                           | Real Club Deportivo Español                                        |
| Real Madrid Foot-Ball Club                              | Athletic de Madrid                                                 |
| Real Sociedad de Foot-Ball                              | Real Sporting de Gijón                                             |
| Foot-Ball Club Barcelona                                | Sevilla Foot-Ball Club                                             |
| Real Unión Club de Irún                                 | Iberia Sport Club                                                  |
| Arenas Club de Guecho                                   | Real Santander Racing Club                                         |
|                                                         | Valencia Foot-Ball Club                                            |
|                                                         | Real Murcia Foot-Ball Club                                         |
|                                                         | Real Club Celta                                                    |
|                                                         | Club Atlético Osasuna (Incorporado a posteriori)                   |
|                                                         | Deportivo Alavés (Incorporado a posteriori)                        |
|                                                         | Real Unión Club de Irún (Incorporado a posteriori)                 |

Los integrantes de la Liga Máxima, por su mayor número de equipos, empezaron a ser denominados como «maximalistas», al contrario que hasta entonces, dándose un cambio de torna en las denominaciones de los dos grupos. Antes de la conformación final del grupo «maximalista», de los cinco o siete iniciales se pasó a los diez clubes partidarios que conformarían una liga común profesional: Español de Barcelona, Sporting de Gijón, Real Santander, Celta de Vigo, Athletic de Madrid, Sevilla y Valencia, más el Real Murcia, Iberia de Zaragoza y Europa de Barcelona, que finalmente no contendió. Estos invitaban a la unión a los seis clubes campeones de España, sin llegar a buen cauce pues ya había comenzado su torneo, por lo que se conformó definitivamente también la Liga Profesional.
Con ambos campeonatos en curso, los «maximalistas» acordaron el 11 de abril de 1928 la entrada en la liga del Osasuna, por lo que se modificó el calendario. Además, se volvió a reclutar al Español, que no contendió en su comienzo, y se aceptó a otros clubes también a posteriori que finalmente no jugaron, debido posiblemente a que el Torneo de Campeones fluía mejor y ya planificaba la inclusión de todos esos clubes restantes en una nueva edición dividiéndolos por divisiones.
En vista del mejor desarrollo del Torneo de Campeones, sus «rivales» planificaron un próximo torneo de copa entre todos los clubes profesionales, y hasta un total de dieciséis, que se sumasen a los que ya conformaban la Liga Máxima, y hasta ofrecían la misma posibilidad de hacer una partición en dos divisiones, buscando incluso amparo en la Real Federación Española de Fútbol, sin que pareciese llegar a buen puerto debido a la inestabilidad que sufría y que no hacía sino vaticinar la ruptura del fútbol español. Posteriormente estas divisiones siguieron dando que hablar al conformar las dos divisiones del ya instaurado campeonato de 1928-29, bajo el nombre de Primera y Segunda División.

## Liga Profesional

### Planificación
Una Liga es una competición deportiva en la que se enfrentan entre sí todos los equipos o participantes de una misma categoría, siendo el vencedor el que obtiene mayor número de puntos. Hay que cambiar la perspectiva del concepto liga que actualmente tiene, puesto que en este caso, la primera vez en España, se tenía en cuenta los enfrentamientos entre iguales, sin un sentido global de completar todos los partidos. El torneo liguero minimalista era una liga cerrada sin descenso. En un principio se otorgaban 3 puntos al vencedor y uno al perdedor (suponemos que 2 por empate). Posteriormente se recoge una puntuación más usual, otorgándose dos puntos por victoria, uno por el empate y ninguno por la derrota. El equipo campeón sería aquel que al final de la temporada hubiera obtenido más puntos. Se jugó algún partido en localidades que no eran ni la del equipo "local" ni la del "visitante". Para la Federación Española la liga era oficial puesto que su constitución estaba prevista en sus estatutos si bien no así para sus partidos. Nos encontramos ante una competición profesional, de ámbito estatal y con un reconocimiento tácito por parte de la federación. Los equipos que habían sido campeones de España estaban invitados, pero decidieron libremente no participar en la primera liga profesional de España. Los partidos que estaban previstos eran:

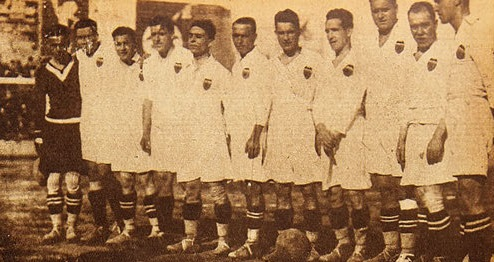
Valencia Foot-Ball Club en 1927, uno de los clubes de la denominada Liga Máxima Profesional.

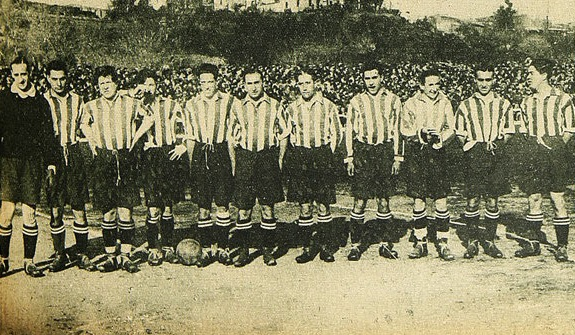
Athletic de Madrid en 1927, otro de los contendientes de la Liga Máxima Profesional.

|                             | ALA | ATH | CEL          | ESP              | GIJ          | IBE          | MUR                 | OSA | RAC | SEV               | VAL               |
| Deportivo Alavés            |     | 3:3 | 2:1          | 1:3              | 2:0          | 2:3          | 5:1                 | 5:1 | 3:1 | 7:2               |                   |
| Athletic de Madrid          | 5:2 |     | 15/01, 17/06 | 2:6 17/05, 07/06 | 3:3          | 3:0          | 4:0                 | 2:1 | 2:2 | 4:0, 29/01        | 5:2, 03/06        |
| Real Club Celta             | 1:3 | 3:4 |              | 3:2              | 22/01, 5:5   | 27/11, 03/06 | 01/07               | 2:1 | 3:0 | 1:0               | 1:1               |
| Real Club Deportivo Español | 3:1 | 4:2 | 10/06        |                  | 5:4          | 4:2          | 5:0                 | 6:0 | 3:0 | 0:0               |                   |
| Real Sporting de Gijón      | 1:0 | 2:3 | 0:3          | 3:5, 29/01       |              | 5:0, 20/11   | 30/10, 29/06        | 8:1 | 7:2 | 4:2, 24/06        | 5:1               |
| Iberia Sport Club           | 1:2 | 4:0 | 24/06        | 3:2              | 08/07, 20/05 |              | 3:1                 | 1:2 | 2:1 | 4:2               | 17/06             |
| Real Murcia Foot-Ball Club  | 2:5 | 4:2 | 2:3          | 2:1              | 2:0          | 0:1          |                     | 2:0 | 3:3 | 03/06             | 3:1, 25/12, 27/05 |
| Club Atlético Osasuna       | 5:2 | 2:3 | 4:1          | 5:1              | 2:4          | 6:1          | 6:0                 |     | 1:1 | 2:2               |                   |
| Real Santander Racing Club  | 4:4 | 4:1 | 7:4          | 2:0, 22/01       | 3:1, 18/09   | 6:2          | 01/11, 24/06, 01/07 | 4:0 |     | 9:0, 25/09, 29/06 |                   |
| Sevilla Foot-Ball Club      | 3:2 | 5:1 | 2:2          | 4:2, 15/05       | 4:0          | 3:4          | 22/01               | 2:2 | 0:3 |                   | 2:2               |
| Valencia Foot-Ball Club     | 3:2 | 1:1 | 2:2          | 0:7, 7-13/05     | 3:3          | 2:1          | 2:3                 | 2:2 | 1:2 | 2:0               |                   |
| Resultados verificados      |     |     |              |                  |              |              |                     |     |     |                   |                   |

Racing-Español, Valencia-Iberia
Sporting-Sevilla (amistoso o no)
Racing-Sevilla (amistoso o no)
Celta-Valencia (condicionado a la participación en el campeonato de España)
05/1928: Valencia-Alavés (se programó y al final se disputó un Gimnástico-Alavés)
Como se comprueba, entre los equipos que formaban la Liga profesional no se iban a disputar todos los partidos que pensamos que se debían disputar en una liga al uso, e incluso se iban a repetir partidos (Racing-Sporting, Racing-Sevilla o Valencia-Español). Se programaron 65 partidos de 144 que tendría una liga habitual (en prensa reconocen 56 partidos).
Uno de los varios trofeos dispuestos en liza, presumiblemente para favorecer las contiendas, fue el que se anunció en el partido a disputar el 18 de septiembre de 1927 entre el Racing y el Sporting como una copa de la Reina, que se aplazó por el tiempo. Existen dos partidos Racing-Sporting que se adjudican a la liga maximalista, uno en noviembre y otro en junio. El Racing ganó los dos, por lo que suponemos se adjudicaría la copa de la Reina. También se disputó una Copa Primavera a modo de triangular entre el Español, el Athletic de Madrid y el Osasuna, tras la admisión de este último a la Liga y que ganaron los catalanes.

### Desarrollo
La Liga Máxima, oficialmente Liga Profesional de Clubs de Foot-ball, comenzó su andadura en septiembre de 1927. El desarrollo de la temporada fue irregular, jugándose algunos partidos a principio de temporada, alternándose con los campeonatos regionales, quedando la liga interrumpida por el desarrollo del Campeonato de España, que aún tenía más "tirón" para los aficionados, y jugándose más encuentros al final de la temporada, hasta julio de 1928. Para entonces ya se habían retomado las negociaciones entre minimalistas y maximalistas para el establecimiento de un campeonato de liga en la temporada 1928-29, llegándose a un acuerdo. Finalmente la Liga Máxima quedó sin completar todos sus encuentros. Además se desarrolló un torneo entre los clubs eliminados del campeonato de España, que se disputaron una valiosísima copa (posiblemente este Sporting 1-2 Osasuna sea de este torneo).
Oscar, delantero internacional del Racing de Santander, marcó 4 goles en el partido ante el Celta disputado en Santander, con récord de goles de la temporada (Racing 7-4 Celta) y también marcó 4 goles ante el Iberia. La mayor diferencia de goles fue el Racing 9-0 Sevilla disputado en septiembre en Santander (5-0 al descanso y Oscar logró el sexto gol) (4-0 al descanso), siendo el récord de goles del Racing en partido oficial de liga junto al Racing 9-0 Alavés de la temporada 1932-33.
Se disputaron 48 encuentros, algunos de los 65 previstos y otros atribuidos a la Liga.
A finales de 1927 la clasificación era liderada por el Celta. En el momento final (considerando la Copa Primavera y los partidos que la prensa indicaba de la Liga), la tabla clasificatoria estaba de la siguiente manera según la puntuación usual:
|     |  | Equipo                   | Pts | PJ | G | E | P | GF | GC | Dif. | Notas                                  |
| --- |  | ------------------------ | --- | -- | - | - | - | -- | -- | ---- | -------------------------------------- |
| 1.  |  | R. Santander Racing Club | 20  | 15 | 9 | 2 | 4 | 40 | 31 | +9   |                                        |
| 2.  |  | R. C. D. Español         | 17  | 12 | 8 | 1 | 3 | 44 | 20 | +24  |                                        |
| 3.  |  | Real Club Celta          | 14  | 10 | 5 | 4 | 1 | 29 | 20 | +9   |                                        |
| 4.  |  | Iberia Sport Club        | 13  | 10 | 6 | 1 | 4 | 23 | 24 | -1   |                                        |
| 5.  |  | Real Sporting de Gijón   | 12  | 15 | 5 | 2 | 8 | 44 | 45 | -1   |                                        |
| 6.  |  | Real Murcia F. C.        | 10  | 8  | 4 | 2 | 3 | 19 | 16 | +3   |                                        |
| 7.  |  | Valencia F. C.           | 9   | 12 | 3 | 3 | 6 | 19 | 33 | -14  |                                        |
| 8.  |  | Sevilla F. C.            | 9   | 15 | 3 | 3 | 9 | 27 | 44 | -17  |                                        |
| 9.  |  | Athletic de Madrid       | 8   | 12 | 3 | 2 | 7 | 26 | 39 | -13  |                                        |
| 10. |  | C. A. Osasuna            | 2   | 2  | 1 | 0 | 1 | 4  | 8  | -4   | Disputada únicamente la Copa Primavera |

|                                            |
| Virtual campeón Real Santander Racing Club |
| Liga inconclusa                            |

Según la puntuación inicial de la Liga (7/10/1927) (que otorgaba 3, 2 y 1 punto), seguramente destinada a fomentar la participación de los equipos y teniendo en cuenta los partidos programados disputados sin los partidos de Osasuna en la Copa Primavera, la clasificación fue:
| Pos | Equipo                     | Pts | J  | G  | E | P | GF | GC |
| --- | -------------------------- | --- | -- | -- | - | - | -- | -- |
| 1   | Real Santander Racing Club | 37  | 16 | 10 | 2 | 4 | 53 | 32 |
| 2   | Real Sporting de Gijón     | 25  | 14 | 5  | 2 | 7 | 40 | 42 |
| 3   | Sevilla Fútbol Club        | 24  | 15 | 3  | 3 | 9 | 22 | 43 |
| 4   | Iberia Sport Club          | 22  | 10 | 6  | 0 | 4 | 23 | 23 |
| 5   | Real Club Celta de Vigo    | 21  | 9  | 4  | 4 | 1 | 24 | 19 |
| 6   | Valencia Club de Fútbol    | 18  | 11 | 2  | 3 | 6 | 16 | 31 |
| 7   | Español de Barcelona       | 17  | 8  | 4  | 1 | 3 | 23 | 14 |
| 8   | Real Murcia Club de Fútbol | 17  | 9  | 4  | 1 | 3 | 18 | 15 |
| 9   | Athletic de Madrid         | 17  | 9  | 3  | 2 | 4 | 20 | 26 |

Pts = Puntos; PJ = Partidos Jugados; G = Partidos Ganados; E = Partidos Empatados; P = Partidos Perdidos
Según el sistema de puntuación inicial de la Liga más usualmente reflejado en prensa, teniendo en cuenta los partidos programados disputados sin los partidos de Osasuna en la Copa Primavera, la clasificación fue:
| Pos | Equipo                     | Pts | J  | G  | E | P | GF | GC |
| --- | -------------------------- | --- | -- | -- | - | - | -- | -- |
| 1   | Real Santander Racing Club | 22  | 16 | 10 | 2 | 4 | 53 | 32 |
| 2   | Real Club Celta de Vigo    | 12  | 9  | 4  | 4 | 1 | 24 | 19 |
| 3   | Iberia Sport Club          | 12  | 10 | 6  | 0 | 4 | 23 | 23 |
| 4   | Real Sporting de Gijón     | 12  | 13 | 5  | 2 | 7 | 40 | 42 |
| 5   | Español de Barcelona       | 9   | 8  | 4  | 1 | 3 | 23 | 14 |
| 6   | Real Murcia Club de Fútbol | 9   | 8  | 4  | 1 | 3 | 18 | 15 |
| 7   | Sevilla Fútbol Club        | 9   | 15 | 3  | 3 | 9 | 22 | 43 |
| 8   | Athletic de Madrid         | 8   | 9  | 2  | 3 | 4 | 21 | 26 |
| 9   | Valencia Club de Fútbol    | 7   | 11 | 2  | 3 | 6 | 16 | 31 |

Pts = Puntos; PJ = Partidos Jugados; G = Partidos Ganados; E = Partidos Empatados; P = Partidos Perdidos

### Partidos
Los encuentros disputados hasta la fecha habían sido los siguientes:
1927
- 11 de septiembre:
  - Sporting 4-2 Sevilla[41] (programado)  Confirmado en clasificación
  - Celta 5-1 Ath. Madrid (Amistoso)[42][43]

- 18 de septiembre:
  - Iberia 3-1 Murcia[44] (programado)  Confirmado en clasificación
  - Celta 1-0 Sevilla[45] (programado)  Confirmado en clasificación
  - Athletic Madrid 2-6 Español (Amistoso)[46] o no?[47]

- 25 de septiembre:
  - Sporting 0-3 Celta[48] (programado)  Confirmado en clasificación
  - Racing 9-0 Sevilla[49] (programado)  Confirmado en clasificación

- 2 de octubre
  - Celta 3-0 Racing[50] (no programado pero efecto)[51]  Confirmado en clasificación

Clasificación a 4 de octubre
- 9 de octubre
  - Racing 6-2 Iberia[52][53][54] (programado)  Confirmado en clasificación
  - Sevilla 2-2 Valencia[53] (programado)  Confirmado en clasificación
  - Ath. Madrid 3-3 Sporting[53] (programado)  Confirmado en clasificación

- 16 de octubre
  - Murcia 2-0 Sporting[55] (programado)  Confirmado en clasificación

- 23 de octubre
  - Sevilla 5-1 Ath. Madrid[56] (programado)  Confirmado en clasificación

Clasificación a 24 de octubre Archivado el 6 de diciembre de 2017 en Wayback Machine..
- 30 de octubre
  - Sporting - Murcia (programado, suspendido por la federación asturiana y trasladado a X)[56]

- 1° de noviembre
  - Racing - Murcia (programado, suspendido por la federación asturiana y trasladado a X)[56]

- 18 de noviembre
  - Racing 3-1 Sporting(programado)[57]  Confirmado en clasificación

- 20 de noviembre
  - Sporting - Iberia (programado y trasladado a junio)

- 27 de noviembre
  - Celta - Iberia (programado y trasladado a junio)
  - Valencia 2-3 Murcia (programado el 8 diciembre)[58][59]  Confirmado en clasificación

Clasificación a 28 de noviembre Archivado el 6 de diciembre de 2017 en Wayback Machine..
- 8 de diciembre
  - Sevilla 2-2 Celta[60] (programado)  Confirmado en clasificación
  - Sporting 2-3 Ath. Madrid[61] (programado)  Confirmado en clasificación
  - Murcia 0-1 Iberia (Programado el 15 enero)[62][63]  Confirmado en clasificación

Clasificación a 9 de diciembre de 1927.
- 12 de diciembre
  - Murcia 1-1 Iberia (amistoso? o programado el 15 enero)[64]

- 19 de diciembre
  - Iberia 2-1 Racing (no programado pero efecto)[65][66][67]  Confirmado en clasificación

- 25 de diciembre
  - Sporting 7-2 Racing (programado)[68][69]  Confirmado en clasificación
  - Sevilla 4-2 Español (programado)[70][69]  Confirmado en clasificación
  - Iberia - Valencia o Valencia - Iberia. (programado? viene de traslado?)[71]
  - Murcia - Valencia (programado. Trasladado a 29 enero)[71]

Clasificación a final de diciembre Archivado el 6 de diciembre de 2017 en Wayback Machine..
1928
- 1° de enero
  - Racing 7-4 Celta(programado)[72][73]  Confirmado en clasificación

- 7 de enero
  - Sevilla 4-0 Sporting (programado el 6 enero)[74][75]  Confirmado en clasificación

- 9 de enero
  - Sporting 5-4 Sevilla (Amistoso)[76] (oficial y jugado en Sevilla al prohibir la federación asturiana partidos en el Molinón?)[77]
  - Valencia 2-2 Celta (programado? viene de traslado? otra crónica afirma errónea victoria del Celta por resultado desconocido Archivado el 6 de diciembre de 2017 en Wayback Machine.)[71][78][76]  Confirmado en clasificación

Clasificación a 10 de enero Archivado el 6 de diciembre de 2017 en Wayback Machine..
- 15 de enero
  - Murcia 2-3 Celta (programado el 6 enero)[79][80]  Confirmado en clasificación
  - Ath. Madrid - Celta (programado. Trasladado a X)

Clasificación a 16 de enero Archivado el 6 de diciembre de 2017 en Wayback Machine..
|    |  | Equipo                   | Pts | PJ | G | E | P | GF | GC | Dif. | Notas |
| -- |  | ------------------------ | --- | -- | - | - | - | -- | -- | ---- | ----- |
| 1. |  | Real Club Celta          | 10  | 7  | 4 | 2 | 1 | 18 | 13 | +6   |       |
| 2. |  | R. Santander Racing Club | 8   | 7  | 4 | 0 | 3 | 28 | 19 | +9   |       |
| 3. |  | Sevilla F. C.            | 8   | 8  | 3 | 2 | 3 | 19 | 21 | -2   |       |
| 4. |  | Iberia Sport Club        | 6   | 4  | 3 | 0 | 1 | 8  | 8  | 0    |       |
| 5. |  | Real Sporting de Gijón   | 5   | 8  | 2 | 1 | 5 | 17 | 22 | -5   |       |
| 6. |  | Real Murcia F. C.        | 4   | 5  | 2 | 0 | 3 | 8  | 9  | -1   |       |
| 7. |  | Athletic de Madrid       | 3   | 3  | 1 | 1 | 1 | 7  | 10 | -3   |       |
| 8. |  | Valencia F. C.           | 2   | 6  | 3 | 2 | 1 | 6  | 7  | -1   |       |
| 9. |  | R. C. D. Español         | 0   | 1  | 0 | 0 | 1 | 2  | 4  | -2   |       |

- 22 de enero
  - Racing - Español (programado)
  - Sevilla - Murcia (programado y aplazado a X)[71][81]
  - Celta - Sporting (programado)

- 29 de enero
  - Ath. Madrid - Sevilla (programado y trasladado a 13 mayo)
  - Murcia - Valencia (programado)[71]

- Revisar febrero
  - Valencia - Español (suspendido por el gobernador de Valencia, posteriormente se disputa en junio)[82]

- 19 de marzo
  - Sporting 3-5 Español (programado el 29 enero)[83][84] 
  - Sporting 3-3 Español (Amistoso)

- 16 de abril
  - Valencia 2-1 Iberia (programado)[85] 
  - Racing 2-0 Español (programado)[85][86]

- 29 de abril
  - Ath. Madrid 2-4 Español (Amistoso)[87] (había uno programado en mayo. No es este que consta como Copa primavera, triangular Español-Ath. Madrid-Osasuna)[88]

- 1° de mayo
  - Español 6-0 Osasuna (Amistoso. Copa primavera, triangular Español-Ath. Madrid-Osasuna)[89]
  - o Español 6-1 Osasuna (Amistoso. Copa primavera, triangular Español-Ath. Madrid-Osasuna)[90]

- 2 de mayo
  - Osasuna 4-2 Ath. Madrid (Amistoso. Copa primavera, triangular Español-Ath. Madrid-Osasuna)[91][92]

- 13 de mayo
  - Ath. Madrid 4-0 Sevilla (programado)[93]

- 15 de mayo
  - Sevilla 0-0 Español (disputado en Madrid. Suspendido por lluvia al descanso con 0-0 Archivado el 7 de diciembre de 2017 en Wayback Machine.)[94][95] (programado)

- 17 de mayo
  - Iberia 4-2 Sevilla (programado)[96] 
  - Celta 1-1 Valencia (programado el 20 pero condicionado ya que Valencia podía ser finalista del Campeonato de España de Copa)[96][97] 
  - Ath. Madrid - Español (programado y trasladado a junio)

- 20 de mayo
  - Sporting - Valencia (programado el 17 pero condicionado ya que Valencia podía ser finalista del Campeonato de España de Copa)[96]
  - Iberia - Sporting (programado)
  - Murcia - Ath. Madrid (programado y trasladado a 3 junio)[98][99]
  - Sporting 5-1 Valencia (programado el 17)[100] 
  - Iberia 3-2 Español (programado el 27)[100]

- 27 de mayo
  - Murcia - Racing (programado y trasladado al 10 junio)[98]
  - Ath. Madrid 5-2 Valencia[101][102] (programado el 3 junio)[103] 
  - Celta 5-5 Sporting (programado)[101]

- Revisar
  - Español 5-2 Sevilla (disputado en Córdoba)[104]
  - Osasuna 5-4 Sevilla (Amistoso)[105] (amistoso tras la entrada en la Liga de Osasuna)
  - Español 4-2 Iberia(disputado en Zaragoza)[106]

- 3 de junio
  - Español 3-0 Racing (jugado en Valencia)[107] (programado)
  - Murcia - Sevilla (programado)[98]
  - Celta - Iberia (programado)

- 7 de junio
  - Sporting 5-0 Iberia[108] (programado) 
  - Ath. Madrid - Español (programado)
  - Valencia 1-2 Racing[109][110] (programado)

- 10 de junio
  - Español - Celta (programado, en Madrid)
  - Iberia 4-0 Ath. Madrid (programado)[111] 
  - Murcia 3-3 Racing (programado)[111]

- 11 de junio
  - Valencia 0-7 Español (programado el 6 de mayo)[112][113]

- 16 de junio
  - Racing - Murcia (programado)[98]

- 17 de junio
  - Ath. Madrid - Celta (programado)
  - Iberia - Valencia (programado)
  - Murcia 3-1 Valencia (programado el 27 de mayo)[98][114][115]

- 24 de junio
  - Iberia - Celta (programado)
  - Racing - Murcia (programado)
  - Sporting - Sevilla (Amistoso)

- 25 de junio
  - Valencia 2-0 Sevilla (programado el 10 de junio) [116][117]
  - Racing 5-2 Sporting (programado y suspendido por mal tiempo el 18 de septiembre) [118]

- 29 de junio
  - Sporting - Murcia (programado)[98]
  - Racing - Sevilla (programado)

- Revisar
  - Murcia 4-2 Ath. Madrid[107][119] (correspondiente a la Liga)[120]
  - Sevilla 0-3 Racing (disputado en Santander el 29/6/1928)[121][122]

- 1° de julio
  - Racing 4-1 Sevilla (parece amistoso)[123] (programado)
  - Celta - Murcia (programado)[98]

- 8 de julio
  - Iberia - Sporting (programado)

- Septiembre
  - Racing 4-1 Ath. Madrid[29] (denominado ¨de campeonato¨)[29]
  - Ath. Madrid 2-2 Racing[29]

- Revisar
  - Murcia - Español (programado)[124]
  - Español - Murcia (programado. Presumiblemente jugado en Murcia)[124]

### Máximo goleador
El máximo goleador de la competición fue Óscar, del Racing de Santander, con al menos 19 goles (que también fue líder de la clasificación del campeonato de copa):
Racing 3-1 Sporting: 2 goles
Racing 2-0 Español: 1 gol
Racing 7-4 Celta: 4 goles
Racing 6-2 Iberia: 4 goles
Racing 2-1 Valencia: 1 gol
Racing 3-0 Sevilla: 2 goles
Racing 9-0 Sevilla: 2 goles- Además marcó 3 goles en los dos partidos de septiembre frente al Athletic de Madrid.

## Torneo de Campeones
En cuanto al Torneo de Campeones o ¨Liga Nacionalista¨ fue una competición deportiva de fútbol disputada entre septiembre de 1927 y 1928. El formato de la competición fue el de un torneo de liga a disputar entre seis clubes (FC Barcelona, Real Madrid, Athletic Club, Real Sociedad, Arenas de Guecho y Real Unión), que formaban la Unión de Clubs de Fútbol. Existía la idea de aumentar estos seis junto al Zaragoza, Betis, Deportivo de la Coruña, Osasuna, Oviedo, Racing de Madrid y CD Europa para la siguiente liga. Esta competición fue antecedente del Campeonato Nacional de Liga, que comenzaría la temporada siguiente.

### Origen
Hasta 1927 los clubes de fútbol españoles tan sólo disputaban los diversos campeonatos regionales y el Campeonato de España, además de otros torneos locales y encuentros amistosos. Ante la incipiente profesionalización del fútbol en España, los clubes de fútbol veían cada vez menos rentable este sistema. Para poder sufragar los cada vez más costosos fichajes se empezó a discutir la posibilidad de crear un torneo liguero a nivel nacional que fuese más competitivo que los campeonatos regionales, atrajese a más público y por lo tanto, dejase mayores beneficios para los clubs.
Cuando finalmente se decidió la creación de este torneo liguero, la discusión se centró en el número de participantes; las posturas se dividieron en dos, la de los clubes que querían una liga formada exclusivamente por los equipos que alguna vez ganaron el Campeonato de España, y la de los que pretendían que la liga se abriese a más equipos. Tras muchas discusiones, y ante la falta de acuerdo, finalmente se disputaron dos torneos paralelos, el de los maximalistas, con los equipos campeones de España o sus herederos (la Real Sociedad nunca lo fue), y la de los minimalistas, con otros equipos que no habían logrado ningún título copero. Se buscaba un trofeo en un principio donado por el príncipe pero en enero seguían buscando patrocinador

### Formato
Se disputó entre los seis equipos, habiendo habido aplazamientos según lo programado en agosto.

### Partidos
1927
- Septiembre:
  - Real Sociedad 3-2 Arenas[130] (4-9-1927)
  - Real Unión 3-3 Barcelona[131] (9-9-1927)
  - Arenas 2-3 Barcelona[132] (11-9-1927)
  - Barcelona 2-1 Real Sociedad[133] (19-9-1927)
  - Arenas 0-3 Athletic Bilbao[133] (19-9-1927)
  - Barcelona 6-3 Real Unión de Irún[134] (21-9-1927)
- Octubre
  - Real Unión de Irún 3-3 Arenas[135]
  - Real Madrid 4-4 Real Unión[136] (12-10-1927)
  - Barcelona 4-1 Arenas[137] (12-10-1927)
  - Athletic de Bilbao 3-3 Real Sociedad[138] (12-10-1927)
  - Real Sociedad 6-1 Arenas[139] (17-10-1927)
- Noviembre
  - Real Madrid 2-1 Real Sociedad[140] (1-11-1927)
  - Barcelona 3-1 Athletic de Bilbao[140] (1-11-1927)
  - Real Sociedad 5-1 Real Madrid[141] (14-11-1927)
  - Real Unión 1-5 Athletic de Bilbao[142] (29-11-1927)
- Diciembre
  - Athletic de Bilbao 6-2 Real Unión[143] (6-12-1927)[144]
  - Athletic de Bilbao 4-0 Real Madrid[145] (25-12-1927)[146]

1928
- Enero
  - Athletic 4-1 Arenas[147] (2-1-1928)
  - Real Sociedad 4-2 Athletic de Bilbao[148] (30-1-1928)
- Febrero
  - Athletic de Bilbao 0-1 Barcelona[149] (22-2-1928)[150]
- Marzo
  - Real Sociedad 2-1 Barcelona[151] (19 de marzo, aprovechando que el día antes se enfrentan también en partido de Copa del Rey)
- Mayo
  - Arenas 5-3 Real Unión[152] (1-5-1928)
  - Real Madrid 1-4 Arenas[153] (7-5-1928)
  - Real Madrid 3-0 Athletic de Bilbao[154] (17-5-1928)
  - Arenas 3-2 Real Madrid[155] (21-5-1928)
  - Barcelona 2-2 Real Madrid[156] (28-5-1928)
- Junio
  - Real Madrid 1-1 Barcelona[157] (5-6-1928)
- Septiembre
  - Real Unión de Irún 4-4 Real Madrid[29] (10-9-1928)

| Pos | Equipo                     | Pts | J  | G | E | P |
| --- | -------------------------- | --- | -- | - | - | - |
| 1   | Fútbol Club Barcelona      | 15  | 10 | 6 | 3 | 1 |
| 2   | Real Sociedad de Fútbol    | 11  | 8  | 5 | 1 | 2 |
| 3   | Athletic Club              | 11  | 10 | 5 | 1 | 4 |
| 4   | Real Madrid Club de Fútbol | 8   | 10 | 2 | 4 | 4 |
| 5   | Arenas Club                | 7   | 10 | 3 | 1 | 6 |
| 6   | Real Unión Club            | 4   | 8  | 0 | 4 | 4 |

Pts = Puntos; PJ = Partidos Jugados; G = Partidos Ganados; E = Partidos Empatados; P = Partidos Perdidos
A la Real Sociedad le quedaban dos partidos contra el colista, el Real Unión de Irún, equipo al que se enfrentó 5 veces en el campeonato regional (R. Sociedad 0-2 R. Unión 9-10-1927; R. Unión 2-3 R. Sociedad 30-10-1927; Real Unión-Real Sociedad empate 20-11-1927), teniendo que hacer un desempate para ser al final el Real Unión el campeón regional. El día 23 de febrero, tras la final que ganó 2-1 el Real Unión de Irún, se volvieron a enfrentar, ganando 2-0. Posteriormente se volvieron a enfrentar en el Campeonato de España. La previsión era enfrentarse en el Torneo de Campeones el 27 de mayo y el 3 de junio. Como la final del campeonato de España entre la Real Sociedad y Barcelona se tuvo que repetir 3 veces, el Real Unión jugó contra el Alavés el 4 de junio.
Hubo decisiones jurídicas que anularon varios partidos, teniéndose en teoría que volver a celebrar: los dos Madrid-Barcelona y el Madrid-Athletic.